# Penitenciaría Nacional

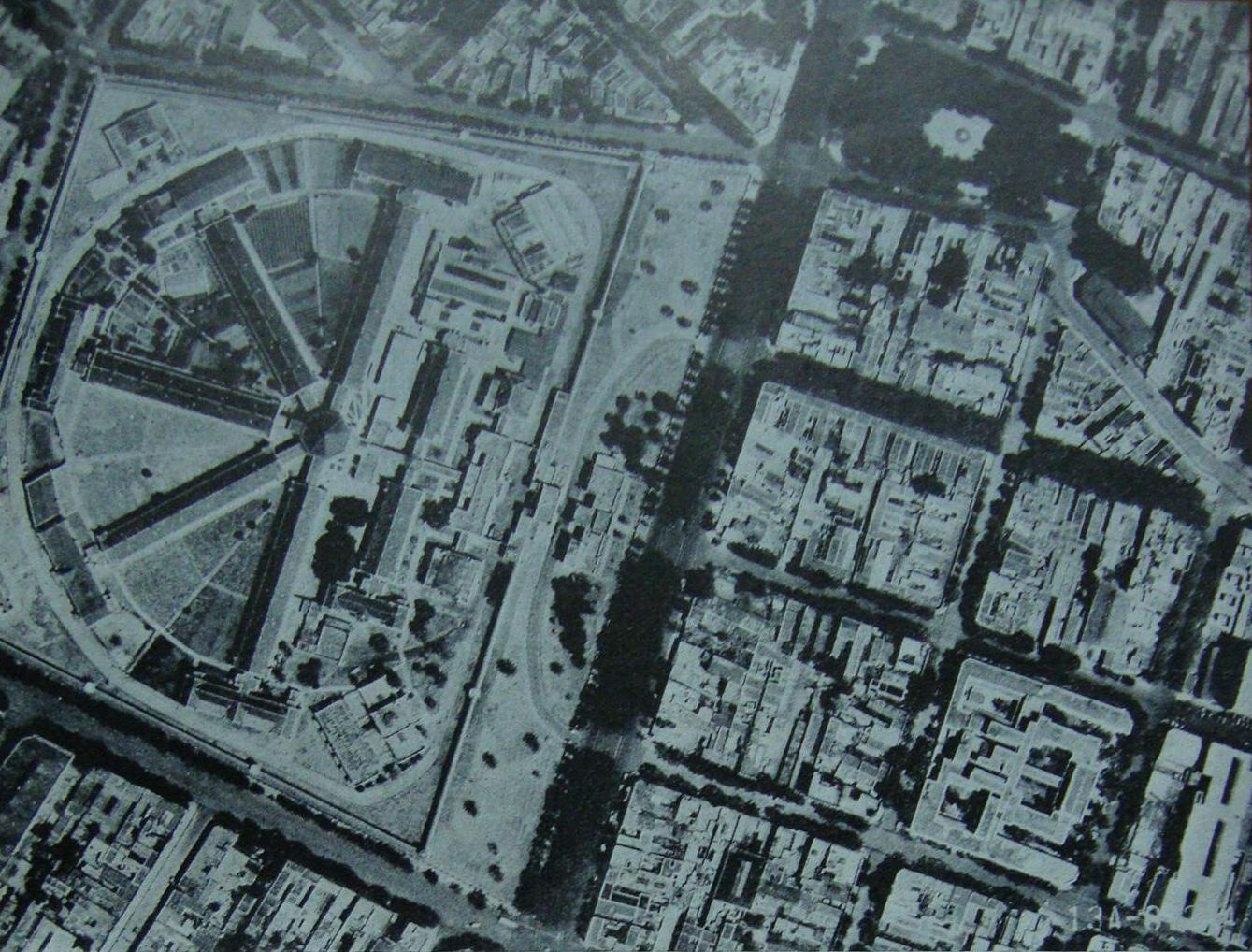
Vista aérea de la Penitenciaría hacia 1939. Notar la planta de tipo panóptico.

En jurisdicción del Servicio penitenciario federal (SPF), se inauguró en 1877 la Penitenciaría Nacional en el predio conformado entre el camino de Chavango (actual Av. Las Heras), Coronel (hoy Coronel Díaz), Juncal y Salguero (predio actualmente ocupado por el Parque Las Heras), imponente edificio demolido, de jurisdicción federal, en la Avenida Las Heras, Barrio de Palermo, Buenos Aires, Argentina.

## Cronología de la Penitenciaría Nacional
- 1869: por Decreto se llama a concurso para "Planos y Presupuestos de construcción de una Cárcel Modelo", con los estándares penales de la época; el intento era cumplir los preceptos emanados del artículo 18° de la Constitución de 1853 (si bien los mismos fueron históricamente considerados como "letra muerta", en tanto y en cuanto funcionaba para la época la denominada "Cárcel del Cabildo" se encontraba en un estado lamentable, con presos hacinados y sin normas uniformes.
- 1872: se construye con los planos del arquitecto Bunge,[2] quien utilizó como modelo de la planta interna el diseño del panóptico (es decir: todos los pabellones con la gente encarcelada eran radiales hacia un centro de vigilancia).
- 1876: se entrega la obra terminada. Se adopta un régimen penitenciario de organización y funcionamiento basado en el trabajo de los presos, en procura del aprendizaje de oficios, obligatorio, regular y retribuido. Fue “Gobernador de la Penitenciaria”, con independencia del Poder Judicial, el Sr. Enrique O´Gorman.
- 28 de mayo de 1877: se inaugura con una disimulada apertura la Penitenciaría Nacional, con el traslado de 300 presos que saturaban el Penal del Cabildo. Sus muros eran de gran porte con torres y garitas de vigilancia con disciplina militar. Estaba en una suave barranca y protegida con una reja de hierro de circunvalación.
- 1912:  la  Comisión  Especial  para  el  proyecto de Reforma Carcelaria planteaba el traslado de la Penitenciaría a algún punto de la Provincia de Buenos Aires alejado 150 km de la Capital, dejando el actual edificio sólo como Cárcel de Encausados. Las causas se fundaban en que, principalmente, había fallado la separación real entre los presos y el exterior, siendo estos totalmente conscientes de lo que sucedía fuera de los muros.
- 1915: Se presenta un proyecto de ley del exdiputado Carlos Carles que sugería la venta en subasta pública del terreno para sustanciar la construcción de un nuevo establecimiento en la Isla Martín García y otro en la Isla de los Estados, a fin de generar nuevas colonias penales. En sus fundamentos se planteaba que la presencia de la penitenciaría resultaba totalmente incompatible con este sector de la ciudad, que se estaba extendiendo hacia el norte con sus parques, sus universidades, sus hospitales y su barrio de chalets más elegantes.
- 1923: se produce una fuga de catorce prisioneros, fue una noticia muy resonante, lo que evita que se escapen más prisioneros es que el decimoquinto de ellos se queda trabado en un angosto túnel.
- 6 de septiembre de 1961: comenzó la demolición manual.
- 5 de enero de 1962 empezaron las explosiones con trotyl, que derrumbaron los muros de siete metros de alto, y cuatro metros de ancho en la base. La monumental cárcel pasó al olvido, relegada por el cambio de geografía en la ciudad de Buenos Aires, y reemplazada por el Parque Las Heras

## Bloque edilicio

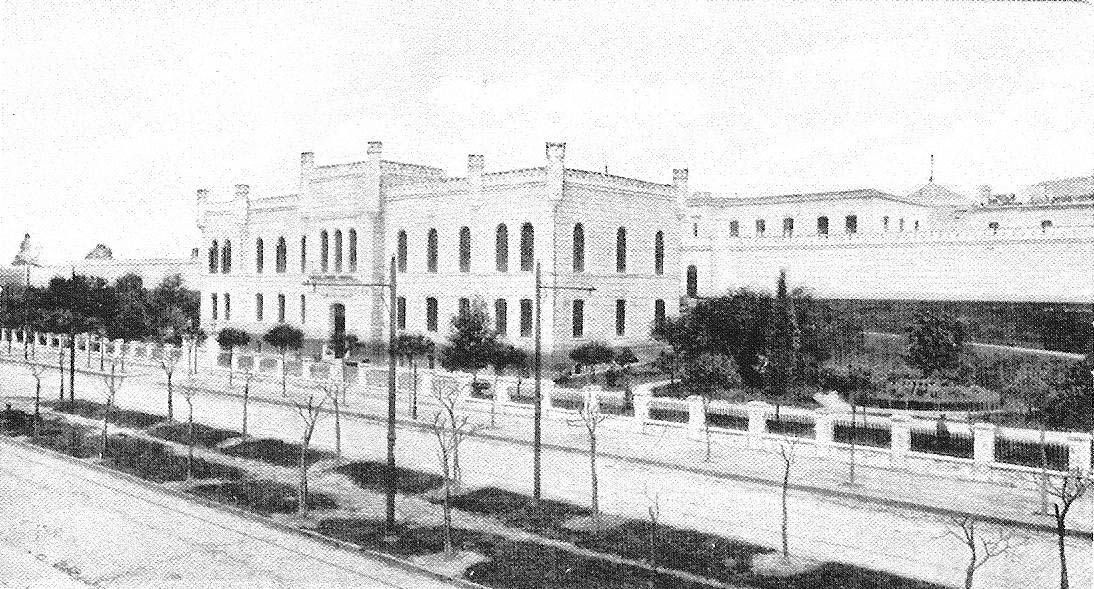
Fachada almenada y muralla sobre la Avenida Las Heras, en 1900.

Poseía un sistema celular de celdas distribuidas en dos pisos; anexo de cocina, lavadero y talleres; Capilla en la convergencia de los corredores, distribución que facilita la concurrencia de todos los internos a las homilías religiosas; Patios para agricultura. 
En un cuerpo se encontraba el alojamiento del Gobernador, Salas y Juzgados del Crimen con Oficinas anexas, y, en otro cuerpo, la entrada principal de la Penitenciaria; Casa de la Administración; Galería de entrada a la prisión.
Su estructura y concepción era criminalista: diseño para la seguridad; sus pabellones situados en dos pisos centraban en un puesto de observación estratégico. El sistema era: aislamiento nocturno en celdas individuales, trabajo diurno en talleres, y en patios, con estricto silencio. En cada celda, se encontraban dos avisos: “Reglas para el Preso” (con penas disciplinarias), e “Instrucción para el Arreglo de la Celda ”.
Sus murallas, de siete metros de alto y cuatro metros de ancho en la base, contaban con torres y garitas de vigilancia ocupadas por guardias adiestrados. La construcción se ubicaba en un terreno sobre una barranca, con la protección de una reja de hierro que la circunvalaba totalmente, su entrada principal permitía acceder a la Casa de la Administración desde la que se desprendía una galería que llevaba al predio penal.

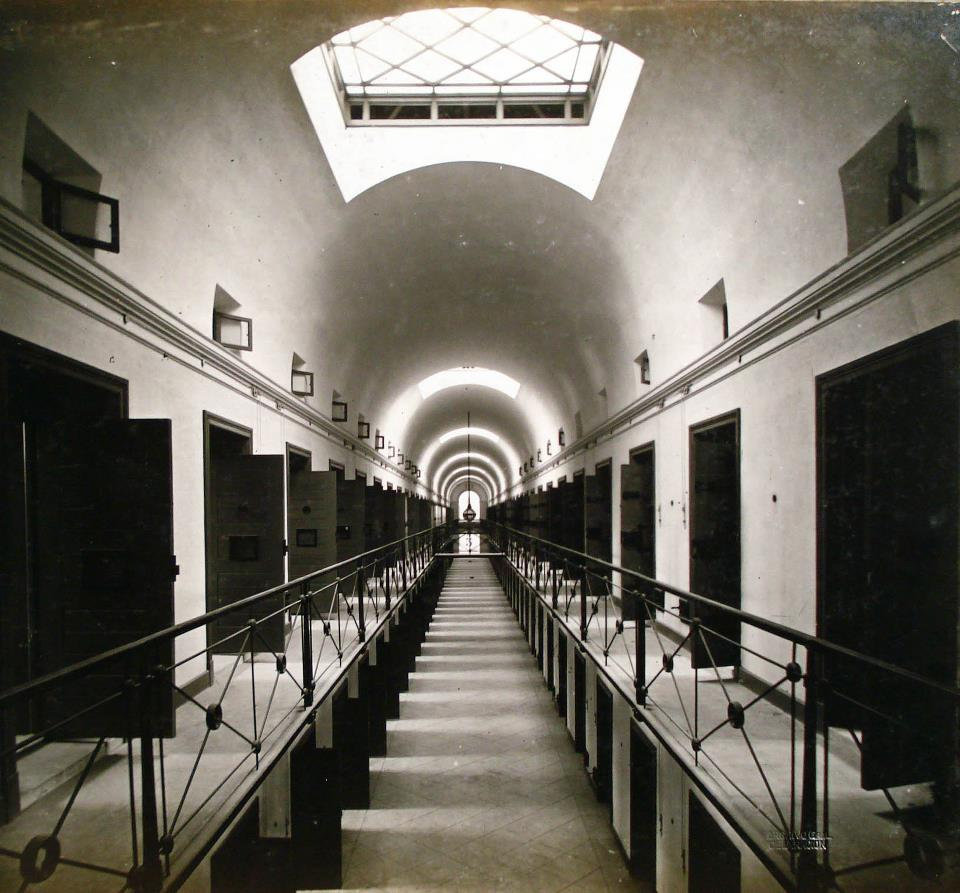
Interior de un pabellón de la “nueva” Penitenciaría Nacional, en 1877.

## Albergue
Había dos categorías de reclusos: Penados y Encausados. 
Un avance en el penal, fue la dirección de Antonio Ballvé, entre 1904 y 1909. A su pedido, José Ingenieros visita la prisión y estudia su sistema. De su trabajo, se operó en la clasificación y estudios de los presos a partir de sus características psíquicas; se establecieron las calificaciones de conducta y los premios y castigos; se decidió eliminar el régimen de silencio. 
El régimen en la penitenciaria fue estricto. Su funcionamiento era avanzado para el mundo entero. Con el tiempo las normas se flexibilizaron; comenzaron las visitas íntimas ("visitas de reunión conyugal"), se permitió usar su nombre a los internos, y los grilletes y trajes a rayas dejaron de existir con la dirección de Pettinato, en el gobierno de Juan Perón. 
Sus patios eran huertas; tenía una fábrica para abastecer al penal y a otras distintas instituciones públicas (costumbre continuada en el SPF y que se denomina “padrinazgo”). 
Desde 1909, comenzó el choque urbanístico arrasador. Pronto el edificio, con su aspecto de castillo y sus grandes muros estaban en un barrio rico, poblado y elegante. 
Se presenta un "Plan de Traslado de la Penitenciaria", que además poseía estudios económicos y edilicios.
El 6 de septiembre de 1961, comienza la demolición manual de la casa habitación del director, y en 1962, se demuele con trotyl  los muros de 7 m de alto y 4 m de ancho en la base. 
Se cerró el 5 de febrero de 1962 y en el predio se creó el actual Parque Las Heras.
Los alrededores de esta gran cárcel eran conocidos popularmente como la Tierra del Fuego por dos motivos: porque recordaba al penal extremo que existía en Ushuaia capital de Tierra del Fuego y porque en sus alrededores solían establecerse los ex-convictos y gente marginal.
El transcurso del tiempo disipó algunas ventajas del penal: el aumento de la población carcelaria tornó insuficientes las instalaciones. 
Lejos de afirmar que en un régimen carcelario solo existe tal problema, la solución al mismo evita males permanentes de este régimen: promiscuidad, falta de higiene, malestar general, etc., otorgando por otro lado la posibilidad de emplear los medios más adecuados para lograr el fin de regeneración de los internos.
Tras ser casi totalmente arrasado el edificio de la Penitenciaría quedó en su lugar por más de veinte años un gran baldío conocido popularmente como "La Peni" (apócope de La Penitenciaría) en donde la gente en grandes cantidades practicaba informalmente el fútbol.

## Problemática del edificio
Puntualmente en el caso de la Penitenciaría Nacional, surgió otra problemática fuera de sus muros. La  extraordinaria  demanda  de  viviendas  provocó  que  la  población  se  distribuyera heterogéneamente entre los grandes palacetes de la clase alta agroexportadora en el barrio norte en contraste con los conventillos repletos de inmigrantes del centro y sur de la ciudad. 
Entre estos dos  extremos  había  otra  dimensión  constituida  por  las  viviendas  precarias y efímeras que la población marginal construía en los suburbios limitantes entre el medio urbano y el medio rural. Los alrededores de la Penitenciaría Nacional, lugar claramente externo y periférico a una ciudad que aún reconocía en la traza de la calle Callao  su  borde  y  a  considerable  distancia  del  pueblo  de  Belgrano,  comenzaron a ser frecuentados por hombres que vivían al margen de la ley .
El mismo diario La Nación señalaba que este lugar era  el  punto  de  reunión  de  todos  los  individuos  de  mala  vida  y  peores antecedentes de Buenos Aires. Al lugar se le asignó el nombre de  “Tierra  del  Fuego”,  como  derivación  del  carácter  criminal  que  los territorios  patagónicos  adquirieron  en  el  imaginario  popular  a  raíz  del proyecto de la colonia penal de Ushuaia. 
Si bien el establecimiento propiamente dicho fue inaugurado finalmente en 1902, un gran número de criminales había sido enviado años antes para trabajar en los primeros establecimientos y en la construcción misma del edificio. Se constituyó así esta otra “Tierra del Fuego” como una territorialidad en el imaginario dentro de la ciudad.

## Ejecuciones
Dentro de sus muros fueron fusilados los militantes anarquistas Severino Di Giovanni (1 de febrero a las 5:00) y Paulino Scarfo (2 de febrero), bajo la presidencia de facto del general José Félix Uriburu.
Bajo otro régimen inconstitucional de facto, el del presidente de facto Pedro Eugenio Aramburu, tuvieron lugar otros dramáticos fusilamientos. El 11 de junio de 1956 fueron fusilados, a tiro de fusil Máuser 7,65 mm Mod. Arg. 1909, el suboficial Isauro Costa, el sargento carpintero Luis Pugnetti y el sargento músico Luciano Isaías Rojas. 
Al día siguiente corrió la misma suerte el general de división Juan José Valle (1904-1956).